# Petra Nettelbeck
Petra Nettelbeck (* als Petra Krause am 12. Dezember 1939 in Hamburg; † 30. Juni 2017 ebenda) war von 1962 bis 1967 Fernsehansagerin beim NDR in Hamburg sowie Schauspielerin und Herausgeberin.

## Leben und Werk
Petra Krause war 21 und Buchhändlerin, als sie am 17. Februar 1961 aus ihrem Ein-Zimmer-Appartement im 4. Stock eines Münchner Mietshauses in der Adalbertstraße sprang, angeblich aus Liebeskummer, wahrscheinlich aber aus tiefer Depression. Sie sprach nie darüber. Petra Krause überlebte für immer querschnittgelähmt. Sportmoderator und Kabarett-Chef (Lach- und Schießgesellschaft) Sammy Drechsel machte ihr wieder Mut und brachte sie als Nachfolgerin seiner Braut Irene Koss zum NDR. Im ersten Jahr ihrer Tätigkeit als Fernsehansagerin ahnte kein Zuschauer, dass sie gelähmt war.
1964 spielte Petra Krause auch in dem Spielfilm Der Damm die Hauptrolle (Regie Vlado Kristl).
Im Februar 1964 lernte Petra Krause bei den Filmfestspielen in Oberhausen den Journalisten und Filmkritiker Uwe Nettelbeck kennen. Noch im selben Jahr heirateten beide in Hamburg. Die 1966 geborene zweite Tochter ist die Filmregisseurin und Drehbuchautorin Sandra Nettelbeck.
Die Familie zog sich aus Hamburg zunächst ins Heidedorf Luhmühlen zurück. Sie gründeten einen Verlag und gaben die Zeitschrift Die Republik heraus. Nach 1990 lebte das Ehepaar in Frankreich.

## Auszeichnungen
- 1964: Ondas-Preis in Barcelona als populärste TV-Sprecherin
- 1964: Bravo Otto in Silber als beliebtester weiblicher Fernsehstar
- 1965: Bravo Otto in Gold
- 1966: Bravo Otto in Gold

## Filme
- 1964 Der Damm (als Darstellerin; Regie: Vlado Kristl)
- 1968 Besonders wertvoll (als Produzentin)
- 1976–1978 Der kleine Godard an das Kuratorium Junger Deutscher Film (als Darstellerin)
- 1988 Die Wiese der Sachen (Darstellerin)
- 2002–2004 E.K.G. Expositus – Die öffentlichen und die künstlerischen Medien (als Darstellerin)